# 熊伯齐
熊伯齐（1944年3月—），字光汉，号容生、天府民、三砚室主，男，汉族，四川井研人，生于成都，中国书法家，曾任中国书法家协会理事。